# Paracles magna
Paracles magna är en fjärilsart som beskrevs av Rothschild 1910. Paracles magna ingår i släktet Paracles och familjen björnspinnare. Inga underarter finns listade i Catalogue of Life.